# Марта Джонс
Марта Джонс (англ. Martha Jones) — персонаж британского научно-фантастического телесериала «Доктор Кто» и его сериала-ответвления «Торчвуд», сыгранный британской актрисой Фримой Аджимен.
Впервые дебютировала в серии «Смит и Джонс». До встречи с Десятым Доктором Марта была студентом-медиком. После 3 сезона (2007) она получила медицинское образование и вступила в военную организацию ЮНИТ, но после решила покинуть её. Также некоторое время она работала вместе с капитаном Джеком Харкнессом из института «Торчвуд». В отличие от предыдущей спутницы Доктора, Розы Тайлер, Марта старше и самостоятельнее.
В общей сложности Марта Джонс появляется в 19 сериях «Доктора Кто» и в 3 сериях «Торчвуда».

## История создания
Впервые Фрима Аджимен появилась в «Докторе Кто» в серии «Армия призраков» в роли кузины Марты Джонс — Адеолы Ошоди. Актриса очень понравилась продюсеру сериала, Расселу Т. Дэвису, и он предложил ей роль постоянной спутницы Доктора. Первое объявление о том, что Фрима сыграет Марту Джонс в третьем сезоне сериала появилось 5 июля 2006 в пресс-релизе BBC.
Ранее предполагалось, что Марта будет родом из 1914 года, но потом создатели решили перенести её в 2008. Рассел Т. Дэйвис, часто даёт своим персонажам одинаковые фамилии, и Марту Джонс это тоже стороной не обошло. Так, например, в «Докторе Кто» есть персонаж по имени Харриет Джонс, в сериале «Торчвуд» — Янто Джонс и Иджин Джонс, а в сериале «Близкие друзья» — Сьюарт Аллен Джонс.
Марта Джонс во многом отличается от предыдущей спутницы Доктора, Розы Тайлер, и преимущественно эти отличия полярны. Она старше Розы, у неё тёмные волосы и кожа, она получила (к началу второго сезона «Торчвуда») высшее образование, живёт отдельно от родителей.
Фрима Аджимен описывает и сравнивает Марту Джонс с Розой Тайлер:
Она старше Розы, уверенней в себе, но у неё нет парня. У неё есть собственная маленькая квартира и семья. У Розы была только мама, а у Марты семья большая. Ей не нужен Доктор, чтобы присматривать за ней или чтобы учить её уму-разуму, она хочет приключений!
Оригинальный текст (англ.)She's older than Rose, more secure, but she doesn't have a boyfriend. She has her own little flat and her family around her. Rose had only her mum, but Martha has a big family. She isn't looking to the Doctor for guidance or education, she wants adventure!

## История персонажа

### Встреча с Доктором
Марта Джонс впервые встретила Доктора в городской больнице. Космическая полиция транспортировала здание на Луну, чтобы найти некого преступника, скрывающегося среди пациентов. Подозрение полиции сразу же пало на Доктора, так как он не человек, но Марта помогла ему найти и обезвредить настоящего преступника.
Поздним вечером того же дня, Марта вновь встречает Доктора, который рассказывает ей о себе и показывает ТАРДИС. В качестве благодарности за помощь Доктор предлагает Марте отправиться с ним в одно путешествие по времени. Марта согласилась, хотя Доктор настаивал на том, что он пригласил её только на одно путешествие, а не в качестве замены его предыдущей спутницы — Розы Тайлер.

### Путешествуя с Доктором
В своём первом путешествии Марта и Доктор попадают во времена Шекспира и помогают ему спасти мир от гуманоидов Карронит. Их следующее путешествие — Земля-антиутопия, где они встречают Лицо Бо и освобождают людей от всемирной пробки. В третьем путешествии Марта и Доктор попадают в Нью-Йорк 1930-х и спасают его от давних врагов Доктора — далеков.
Вернувшись в 2008 год Доктор и Марта решают не расставаться слишком быстро и посещают вечер профессора Лазаруса, на котором спасают людей от мутировавшего профессора. После этого вечера Доктор решает взять Марту с собой в качестве постоянной спутницы.
В следующих сериях Марта и Доктор попадают на космический корабль 42 века, спасаются от инопланетной семьи, укрывшись в 1913 году, и помогают девушке Салли Спэрроу победить ожившие статуи.

### Год, которого никогда не было
В серии «Утопия» Марта и Доктор встречают ещё одного выжившего Повелителя Времени — Мастера. Он захватывает власть над Землей и не оставляет Марте выбора, кроме как сбежать с поля боя. В течение года она путешествует по Земле и рассказывает людям историю о Докторе. Через год, в решающий день, вера, которую история внушила людям, вернула Доктору его силы. Вместе с Мартой и Джеком они победили Мастера и повернули время вспять на год назад.
В серии «Последний Повелитель Времени» Марта решает оставить Доктора и уделить своё внимание семье. Но, тем не менее, она оставила ему свой телефон, чтобы позвонить, если тот ей понадобится.

### UNIT и Торчвуд
После победы над Мастером Марта вступила в ряды военной организации UNIT. Уже офицером она посетила команду Торчвуда-3 в Кардиффе и помогла Джеку разобраться с таинственной медицинской организацией «Фарм».
В серии «План сонтаранцев» Марта связалась с Доктором, чтобы он помог UNIT раскрыть тайну ATMOS — системы атмосферного очищения. Сонтаранцы, инопланетная раса, взяли Марту в плен, чтобы создать её клона и внедрить в UNIT. Но впоследствии клон умер, так как не мог жить одновременно с Мартой.
После победы над сонтаранцами ТАРДИС внезапно перенесла Доктора, Донну и Марту на планету Мессалина, на которой семь дней идёт война между людьми и хатами. После смерти Дженни (после того как Доктор покинул эту планету, была оживлена Источником и улетела на ракете путешествовать по космосу), дочери Доктора, и воцарения мира между расами Доктор вернул Марту обратно в 2009 год.
В сериях «Украденная Земля» и «Конец путешествия» командование UNIT отдаёт Марте приказ взорвать 25 ядерных боеголовок, расположенных под земной корой. Взрыв такой мощности сможет уничтожить всю планету и, по мнению Марты, расстроить весь план далеков. Но они помешали ей, и ключ так и не был запущен. Благодаря этому Доктор и его спутники смогли победить далеков и без уничтожения планеты.

### Дальнейшая история
В дальнейшем Марта тесно продолжает работать c UNIT и Торчвудом, но выйдя замуж за Микки Смита, она ушла из организаций под его напором и стала фрилансером.

### Альтернативная история
В эпизоде «Поверни налево» прорицательница с планеты Шан Шен отправляет Донну Ноубл в день, который предопределил её встречу с Доктором. В тот день перед Донной стояла дилемма — повернуть налево, чтобы приступить к работе в «Эйч Си Клементс» или повернуть направо и устроиться в местную копировальную фирму. Донна Ноубл, под влиянием Временного жука, выбирает работу в копировальной компании Дживала Чондри.
Это решение порождает параллельную вселенную, где Доктор, не встретив Донну, погибает в битве с Императрицей Ракносс. Смерть Доктора приводит к катастрофическим изменениям, в одном из которых Марта погибает во время событий серии «Смит и Джонс».

### Семья и личная жизнь
Родители Марты — Франсин и Клайв Джонс (разведены). У неё есть сестра Тиш, брат Лео и племянница Киша. Также у неё была кузина Адеола Ошоди, которая погибла во время событий серий «Армия призраков» и «Судный день».
В 3 сезоне (2007) Марта была влюблена в Доктора, но видя, что он не обращает на неё внимания, она решила оставить его и не мучить себя безответностью.
Позже, уже работая в UNIT, Марта вышла замуж за Микки Смита, который также был спутником Доктора. Хотя ранее были предположения, что её мужем станет Том Миллиган — мужчина, который помогал ей сражаться с Мастером в серии «Последний Повелитель Времени».

### Карьера
До встречи с Доктором Марта была студентом-медиком. В сериях «Человеческая природа» и «Не моргай» она подрабатывала горничной и продавцом, соответственно. Позже Марта получила медицинское образование и, благодаря Доктору, её пригласили работать в военную организацию UNIT, стоит отметить, что по характеру Марта стала более крутой, чем в период путешествий с Доктором, история с Мастером сильно закалили её и она стала профессиональным солдатом. Также она иногда работает со своими коллегами из института «Торчвуд».
В серии «Конец времени» раскрывается, что Микки Смит уговорил Марту уйти из UNIT и работать фрилансером.

## Признание
Список наград и номинаций Фримы Аджимен за роль Марты Джонс:

### Награды
- 2007: Glamour Women of the Year Awards — «Лучший прорыв»[20]
- 2007: Screen Nation Film and TV Awards — «Лучшая телевизионная актриса»[21]

### Номинации
- 2007: National Television Awards — «Лучшая актриса»[22]

## Появления в «Докторе Кто» и «Торчвуде»

### Серии «Доктора Кто»
| Номер | #        | Эпизод                                                     | Оригинальное название                            | Сценарист         | Режиссёр         | Дата выхода                            | Код            |
| ----- | -------- | ---------------------------------------------------------- | ------------------------------------------------ | ----------------- | ---------------- | -------------------------------------- | -------------- |
| 179   | 1        | «Смит и Джонс»                                             | Smith and Jones                                  | Расселл Т. Дейвис | Чарльз Палмер    | 31 марта 2007                          | 3.1            |
| 180   | 2        | «Код Шекспира»                                             | The Shakespeare Code                             | Гарет Робертс     | Чарльз Палмер    | 7 апреля 2007                          | 3.2            |
| 181   | 3        | «Пробка»                                                   | Gridlock                                         | Расселл Т. Дейвис | Ричард Кларк     | 14 апреля 2007                         | 3.3            |
| 182   | 4        | «Далеки на Манхэттене» «Эволюция далеков»                  | Daleks in Manhattan Evolution of the Daleks      | Хелен Рейнор      | Джеймс Стронг    | 21 апреля 2007 28 апреля 2007          | 3.4            |
| 183   | 6        | «Эксперимент Лазаруса»                                     | The Lazarus Experiment                           | Стивен Гринхорн   | Ричард Кларк     | 5 мая 2007                             | 3.6            |
| 184   | 7        | «42»                                                       | 42                                               | Крис Чибнелл      | Грем Харпер      | 19 мая 2007                            | 3.7            |
| 185   | 8 9      | «Человеческая природа» «Семья крови»                       | Human Nature The Family of Blood                 | Пол Корнелл       | Чарльз Палмер    | 26 мая 2007 2 июня 2007                | 3.8 3.9        |
| 186   | 10       | «Не моргай»                                                | Blink                                            | Стивен Моффат     | Хетти МакДональд | 9 июня 2007                            | 3.10           |
| 187   | 11 12 13 | «Утопия» «Барабанная дробь» «Последний Повелитель Времени» | Utopia The Sound of Drums Last of the Time Lords | Расселл Т. Дейвис | Грем Харпер      | 16 июня 2007 23 июня 2007 30 июня 2007 | 3.11 3.12 3.13 |

| Номер | #     | Серия                                  | Оригинальное название                 | Сценарист         | Режиссёр         | Дата выхода               | Код       |
| ----- | ----- | -------------------------------------- | ------------------------------------- | ----------------- | ---------------- | ------------------------- | --------- |
| 192   | 4 5   | «План сонтаранцев» «Отравленное небо»  | The Sontaran Stratagem The Poison Sky | Хелен Рейнор      | Дуглас Маккиннон | 26 апреля 2008 3 мая 2008 | 4.4 4.5   |
| 193   | 6     | «Дочь Доктора»                         | The Doctor’s Daughter                 | Стивен Гринхорн   | Элис Траутон     | 10 мая 2008               | 4.6       |
| 198   | 12 13 | «Украденная Земля» «Конец путешествия» | The Stolen Earth Journey’s End        | Расселл Т. Дейвис | Грем Харпер      | 28 июня 2008 5 июля 2008  | 4.12 4.13 |
| 202   | 13    | Конец времени                          | The End of Time                       | Расселл Т. Дейвис | Еврос Лин        | 1 января 2010             | 4.18      |

### Серии «Торчвуда»
| Номер | # | Серия             | Оригинальное название | Сценарист      | Режиссёр    | Дата выхода     | Код |
| ----- | - | ----------------- | --------------------- | -------------- | ----------- | --------------- | --- |
| 19    | 6 | «Перезагрузка»    | Reset                 | Дж. С. Уилшер  | Эшли Вэй    | 13 февраля 2008 | 2.6 |
| 20    | 7 | «Ходячий мертвец» | Dead Man Walking      | Мэтт Джонс     | Энди Годдар | 20 февраля 2008 | 2.7 |
| 21    | 8 | «День во смерти»  | A Day in the Death    | Джозеф Лидстер | Энди Годдар | 27 февраля 2008 | 2.8 |

### Романы
| Название          | Оригинальное название | Автор            | Дата выхода      | Аудиоверсия     |
| ----------------- | --------------------- | ---------------- | ---------------- | --------------- |
| Жало зигонов      | Sting of the Zygons   | Стефен Коул      | 19 апреля 2007   | Регги Ятс       |
| Последний дронт   | The Last Dodo         | Джаклин Райнер   | 19 апреля 2007   | Фрима Эджиман   |
| Деревянное сердце | Wooden Heart          | Мартин Дэй       | 19 апреля 2007   | Аджоя Андо      |
| Вечная осень      | Forever Autumn        | Мартин Моррис    | 6 сентября 2007  | Уилл Торп       |
| Старое здание     | Sick Building         | Пол Магрс        | 6 сентября 2007  | Уилл Торп       |
| Мокрый мир        | Wetworld              | Марк Мичаловски  | 6 сентября 2007  | Фрима Эджиман   |
| Колодец желаний   | Wishing Well          | Тревор Баксендал | 27 сентября 2007 | Деби Чазен      |
| Петля пиратов     | The Pirate Loop       | Саймон Гуирир    | 27 сентября 2007 | Фрима Эджиман   |
| Миротворец        | Peacemaker            | Джеймс Сваллоу   | 27 сентября 2007 | Уилл Торп       |
| Марта в зеркале   | Martha in the Mirror  | Джастин Ричардс  | 1 мая 2008       | Фрима Эджиман   |
| Снежный шар 7     | Snowglobe 7           | Майк Такер       | 1 мая 2008       | Джорджия Моффет |
| Куча рук          | The Many Hands        | Дейл Смит        | 1 мая 2008       | Дэвид Траутон   |
| История Марты     | The Story of Martha   | Дэн Абнетт       | 26 декабря 2008  | Фрима Эджиман   |